# 중첩 확장 메모리
중첩 확장 메모리(expanded memory specification, EMS)는 도스 메모리 관리에서, DOS 프로그램에 기존 메모리(640 KiB)의 한계를 넘어 추가 메모리를 제공하는 뱅크 스위칭 시스템이다. 1984년 즈음에 도입된 시스템이며 많은 메모리를 필요로 하는, 사업상의 목적의 MS-DOS 프로그램에 더 많은 메모리를 제공한다.
이러한 프로그램들은 통상 IBM 개인용 컴퓨터에서 실행할 수 있는 스프레드시트와 데이터베이스를 말하며 IBM XT와 IBM AT도 이를 뒷받침한다. IBM PC와 IBM XT는 '리얼 모드 메모리 아키텍처'를 가졌고 프로그램들이 1 메가바이트의 주소 공간을 사용할 수 있는데, 이 가운데 최대 640 KiB만 일반 RAM에서 사용할 수 있다. 1 메가바이트에 대한 640 KiB의 나머지는 주변 기기가 쓰는 데 필요하므로 남겨지며, 대개 디스플레이 어댑터에서 비디오 메모리로 쓰인다. 그러나 인텔 80286 지원 보호 모드를 제공하는 IBM AT는 연속 확장 메모리 규격을 직접 사용하지 못했던 보호 모드 운영체제인 MS-DOS만 사용했다.

## 같이 보기
- 언리얼 모드
- 기본 메모리
- 상위 메모리 영역
- 고위 메모리 영역
- 연속 확장 메모리 규격 (XMS)

## 참조
- Lotus, Intel, Microsoft (October 1987). Expanded Memory Specification[깨진 링크(과거 내용 찾기)]. Version 4.0.
- A complete discussion of EMS and programming examples can be found in ["PC System Programming for developers", 1989, ISBN 1-55755-035-2 (Book only) and ISBN 1-55755-036-0 (Book and diskette)].
- Understanding EMS 4.0 by Lloyd Borrett, Technical Cornucopia, January–February 1989